# معركة هاسلاش يونغنغن
معركة هاسلاش يونغنغن (بالفرنسية: Bataille de Haslach-Jungingen)، المعروفة أيضًا باسم معركة ألبيك التي دارت رحاها في يوم 11 أكتوبر عام 1805 في قرية أولم-يونغنغن شمالي مدينة أولم على ضفة نهر الدانوب بين القوات الفرنسيَّة والنمساويَّة. كانت المعركة جزءًا من حرب التحالف الثالث، وهي بدورها جزء من الحروب النابليونيَّة. خرجت فرنسا منتصرة من هذه المعركة.

## خلفية تاريخية
قام جيش نابليون الكبير خلال حملة أولم بالالتفاف نحو اليمين وتطويق الجيش النمساوي بقيادة كارل ماك فون ليبريش. وصلت الفيالق الفرنسيَّة المختلفة إلى الدانوب مواجهين محور الجنوب بعد أن انطلقوا من نهر الراين شرقًا. تابع الجيش الكبير الالتفاف نحو اليمين انطلاقًا من الدانوب، واستُخدم الفيلق السادس بقيادة المارشال ميشال نيي كنقطة ارتكاز إلى أن أصبحت معظم فيالق نابليون تواجه المحور الغربيّ. والآن، غدت معظم قوات الجيش النمساوي محاصرة مع أن نابليون لم يعلم مواقع معظم وحدات العدو على وجه الدقة.
ظن الفرنسيون أن الحامية النمساويَّة في أولم شكَّلت جزءًا من السَاقَة وليست جيشًا كبيرًا. وُضِع المارشال جواكيم موراه على رأس الفيلق السادس المتمركز على الضفة الشماليَّة والفيلق الخامس وقوة كبيرة من الفرسان تمركزت على الضفة الجنوبيَّة. وكانت مهمته المسير غربًا نحو أولم.
وجّه موراه أوامر للمارشال ميشال نيي بنقل جل فيلقه السادس إلى الضفة الجنوبيَّة للدانوب في يوم 11 أكتوبر. رأى نيي أن القوة المتمركزة على الضفة الشماليَّة كانت صغيرة للغاية، ولكن موراه تجاهله قائلًا: «لا أعرف شيئًا عن الخطط إلَّا تلك الموضوعة في وجه العدو». امتثل نيي لأوامر موراه على مضض فلم يترك سوى فرقة بيير دوبون على الضفة الشماليَّة، والتي كانت مدعومة من قبل فيلق الفرسان السادس بقيادة تيلي.

## المعركة
نشبت المعركة حين حاول كارل ماك فون ليبريش والأرشيدوق فرديناند اختراق القوات الفرنسيَّة التي حاصرتهم في أولم. وبعدها وجد دوبون نفسه يواجه 35 ألف جندي نمساوي ومن بينهم 10 آلاف فارس التي أرسلها ماك إلى الشرق على طول الدانوب. شعر دوبون أن الانسحاب سيؤدي إلى مطاردة النمساويين لهم وإلحاق الدمار بفرقته، لذلك آثر شن هجوم على النمساويين الذين فاقوا الفرنسيين عددًا. كذلك أمل أن يخفف من وقع هجومهم، وأن يقنعهم في نفس الوقت أن حجم قواته كان أكبر مما كان في واقع الأمر.
تتبع الفرقة الأولى بقيادة دوبون للفيلق السادس وتتألف من 4,100 رجلًا وتنقسم إلى كتيبتين من فرقة المشاة الخفيفة التاسعة وكتيبتين من الفرقة الثانية والثلاثين والفرقة السادسة والتسعين من فوجي مشاة الخط بقيادة العميدين جان رويير وجان غابرييل مارشان. ضم لواء الفرسان بقيادة تيلي كلًا من فوج الهوسار الأول، بالإضافة إلى الدراغون الخامس عشر والدراغون السابع عشر. وبذلك بلغ مجموع الفرسان التسعمئة فارس. كان الدراغون الواقع تحت قيادة الجنرال لويس باراغي ديليير نقطة الدعم الأقرب للفرقة.
تمكن الفرنسيون من شن سلسلة من هجمات التثبيت على القوات النمساويَّة طوال اليوم. وقعت أشد هذه الهجمات في قرية أولم-يونغنغن الواقعة غربي ألبيك. وهنا تمركزت فرقة المشاة الخفيفة التاسعة عند الكنيسة. عمل العميد رويير على تحصين الكنيسة وإرسال المناوشين إلى الأمام للتخفيف من وقع الهجمات النمساويَّة. ومن ثم أرسل أرتال الاحتياط التي كانت متموضعة خارج القرية إلى الأمام حين تباطأ الهجوم النمساوي عند الكنيسة. لم يستطع كارل ماك فون ليبريش استغلال تفوقه الهائل في سلاح الفرسان بسبب الحماية التي أمنتها الغابات الواقعة شمالي موقع دوبون لجناح الجنرال. في حين أخذت المعركة مجراها، أصبح المشير ماك يعتقد أن القوات الفرنسية التي واجهها الآن شكّلت جزءًا من الحرس المتقدم ولم تكن مجموعة معزولة، وهو ما منعه من نشر كل قوات الاحتياط. مكن هذا الخطأ دوبون من الصمود في وجه النمساويين لمدة تكفي لحلول الليل لينسحب مع قواته المنهكة ومعهم ستة آلاف أسير نمساوي وثمانية مدافع استولوا عليها قرابة برينتس. وعلاوةً على ذلك، خسر النمساويون 1,100 رجلًا بين قتلى وجرحى. وأصيب ماك بجروح طفيفة وانسحب إلى أولم.
ألحق النمساويون خسائر بالفرنسيين بلغت نحو الألف قتيل واستولوا على مدفعين من قوات دوبون. استولت فرقة الدراغون الخفيفة الرابعة على النسر الإمبراطوري الفرنسي من الدراغون الخامس عشر.

## وصلات خارجية
- سلسلة نابليون (بالإنجليزية)
- جمعية نابليون لألعاب المجسمات المصغرة الحربية (بالإنجليزية)
- دليل نابليون (بالإنجليزية)
- معارك خاملة الذكر: هاسلاش يونغنغن 1805 (بالإنجليزية)